# Igor Sergei Klinki
Igor Sergei Klinki (Ігор Сергій Клинки), (Kíiv, Ucraïna, 10 d'octubre de 1959) poeta i escriptor argentí.
Deixa la seva ciutat natal als 10 anys, quan la seva família decideix instal·lar-se a Mar del Plata, Argentina. Va estudiar les carreres d'arquitectura i periodisme, sense completar cap d'elles, donat que, el 1978, perseguit per la dictadura militar instaurada dos anys abans, es veu obligat a exiliar-se a Barcelona, Espanya. Torna a Mar del Plata el 1983 i s'estableix definitivament. Ha estat president de la "Fundación de Poetas" i director del seu òrgan de difusió, "La Blinda Rosada", des de 1995 fins al 2004.
A l'obra de Klinki tot és motiu de dubte, desafecció i confrontació, una recerca incessant de noves alternatives existencials en què, parafrasejant a Dylan Thomas, la mort no tingui domini. Els seus punts de vista són inesperats, motiu pel qual resulta impossible intentar cap classificació estilística. La seva poesia, hilarant i sovint als límits de l'absurd, recorre espais històrics tancats fins a desembocar en una visió caòtica de la realitat. Actualment, es dedica a la realització de projectes audiovisuals en què, mitjançant la inserció d'elements propis de la ciència-ficció en estructures clàssiques, desenvolupa la seva concepció nihilista i anàrquica del món.
Ha publicat sota diversos pseudònims: Rafael San Martín, Jan van der Chucky, María Fernanda Celtasso, Antoine Jossé, Roberto Escoda, Sergei Daviau i altres.

## Obres
- Abans del meu suïcidi, poesia, 1969.
- Els núvols, teatre, 1971.
- Poemes de l'endemà , poesia, 1976.
- El deshabitant, novel·la, 1979.
- Free Moscow, historieta, 1981.
- El somni del vent, poesia, 1993.
- No tractis d'entendre, llibre d'artista, 1994.
- Portes per a Julieta, poesia, 1995.
- Ciutat sense nom, poesia, 1997.
- La tormentat, col·lecció de deu llibres virtuals, poesia, 1999.
- Els dies i els dies, col·lecció de trenta-tres llibres, poesia, 1973 al 2000.
- De l'últim país que vaig visitar, manifest precromàtic, 2000.
- O, text experimental sobre ¿Tener o ser? de Erich Fromm, 2000.
- Vint-i-vuit, poesia, 2000.
- La impossibilitat d'estimar, assaig, 2001.
- La dificultat de ser dona, assaig, 2002.
- Un gos anomenat Laura Ibáñez, guió cinematogràfic, 2003.
- Vint poemes para ser llegits al llit amb mi, poesia, 2003.
- Primer octubre després, poesia, 2004.
- El coneixement. Deconstrucció, assaig, 2005.
- Diari d'un deshabitant, història ficció, 2005.
- Mai tan a prop va carregar el lluny, assaig sobre Jean-Luc Godard, 2006.
- El sol brilla per als maleïts, poesia, 2006.
- Filosofia per a la resistència, assaig, 2006.
- La naturalesa del joc, assaig, 2006.
- Dona bonica, autobiografia, 2006.
- Drowsih, guió cinematogràfic, 2006.
- Carrousel des mandibules, guió cinematogràfic, 2007.